# Union City, Oklahoma
Union City là một thị trấn ở quận Canadian, Oklahoma, Hoa Kỳ.  Dân số theo điều tra năm 2000 là 1.375 người. Thị trấn này thuộc khu vực thống kê đô thị Oklahoma City.
Union City có tọa độ 35°24′49″B 97°54′38″T / 35,41361°B 97,91056°TĐã đưa tham số không hợp lệ vào hàm {{#coordinates:}} (35.413582, -97.910634)1.
Theo Cục điều tra dân số Mỹ, thị trấn này có tổng diện tích 153,3 km² (59,2 dặm vuông). 59,0 dặm vuông  (152,9 km²) là mặt đất và 0,4 km2 là mặt nước.